# West Wickham (Cambridgeshire)
West Wickham – wieś w Anglii, w hrabstwie Cambridgeshire, w dystrykcie South Cambridgeshire. Leży 19 km na południowy wschód od miasta Cambridge i 76 km na północny wschód od Londynu. Miejscowość liczy 423 mieszkańców.